# Myxozyma geophila
Myxozyma geophila är en svampart som beskrevs av Van der Walt, Y. Yamada & Nakase 1987. Myxozyma geophila ingår i släktet Myxozyma och familjen Lipomycetaceae.   Inga underarter finns listade i Catalogue of Life.